# AT 2022dbl
AT 2022dbl est un événement transitoire associé à un événement de rupture par effet de marée. D'abord observé dans le spectre optique le 22 février 2022 à 14 heures, 52 minutes et 48 secondes (heure française) par le All Sky Automated Survey for SuperNovae, avec une magnitude apparente maximale de 17,1. Il a été détecté en ondes radio le 26 février 2022, sous la forme d'un événement transitoire dont l'émission maximum a été mesurée à 15 GHz par le radiotélescope Very Large Array. L'événement radio a duré au total 2 heures. Les scientifiques pensent qu'il est originaire du cœur de la galaxie PGC 2346329, et qu'il aurait été généré après la dislocation d'une étoile par un trou noir supermassif. Les deux objets ayant un décalage vers le rouge très similaire, il est probable que les deux soient liés,.